# Johann Friedrich Karl von Ostein
Johann Friedrich Karl von Ostein (Amorbach, 6 luglio 1689 – Magonza, 4 giugno 1763) fu principe-arcivescovo di Magonza dal 1743 e vescovo di Worms (dal 1756).

## Biografia

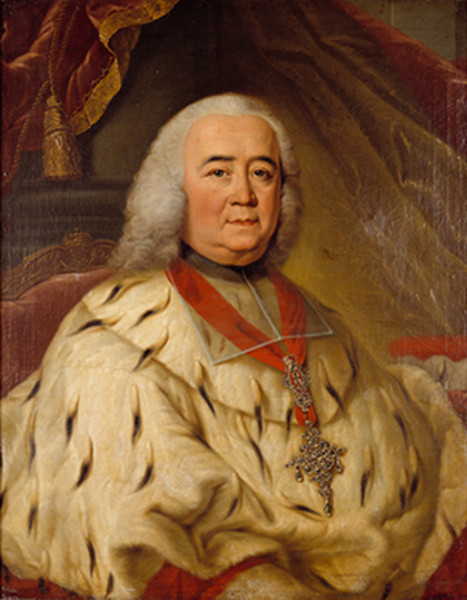
Heinrich Carl Brandt, Ritratto di Johann Friedrich Karl von Ostein.

Johann Friedrich Karl era figlio del barone Johann Franz Sebastian von Ostein, creato conte dell'Impero nel 1712, e di sua moglie, Anna Carlotta Maria von Schönborn, imparentata col principe arcivescovo Franz Lothar von Schönborn. Egli inoltre era cugino di Anton Heinrich Friedrich von Stadion. La famiglia di Johann Friedrich Karl von Ostein era una famiglia appartenente all'antica nobiltà dell'arcivescovato di Magonza.
Nel 1724 Johann Friedrich Karl fu nominato prevosto della chiesa di san Bartolomeo a Francoforte ed a partire dal 1725, divenne custode del Duomo di Magonza. Il 22 aprile 1743 venne scelto quale candidato per succedere come nuovo arcivescovo di Magonza. Suo cugino Anton Heinrich Friedrich ebbe non poca influenza sulla politica e su tutti gli affari culturali della sua reggenza. L'Arcivescovo del resto poté contare su un notevole ruolo nella politica del tempo, riuscendo però malamente a controllare i pessimi rapporti tra Prussia ed Austria. Anche se quindi non riuscì a calmare il fronte ad est, von Ostein mediò per la realizzazione della Pace di Füssen (22 aprile 1745), che venne siglata tra Austria e Baviera, mettendo fine ai conflitti per la successione al trono iniziati con la morte dell'imperatore Carlo VI nel 1740. Nuovo Imperatore, ad affiancare Maria Teresa (figlia del defunto monarca), venne scelto Francesco Stefano di Lorena, il quale venne incoronato col nome di Francesco I il 4 ottobre 1745. Questo fatto però riportò in auge le ambizioni della Prussia, che iniziò la Guerra dei Sette anni, sotto la guida di Federico il Grande, nel 1756. Legato dall'alleanza all'Austria, anche l'Arcivescovo di Magonza diede man forte agli imperiali contro la Prussia, ma dopo l'occupazione di Erfurt che rovinò pesantemente le condizioni delle casse dello stato di Magonza, dovette rinunciare all'impresa. Von Ostein decise quindi di propendere per la neutralità, firmando un accordo nel 1757.
Molto più importanti, furono nel periodo di reggenza di Johann Friedrich Karl, furono le riforme di politica interna della diocesi, che vennero ulteriormente intensificate dal suo successore, Emmerich Joseph von Breidbach zu Bürresheim. Iniziatore di questi processi non fu però l'Arcivescovo, ma piuttosto Anton Heinrich Friedrich von Stadion, che sotto il governo di von Ostein ottenne il ruolo di primo ministro. Le riforme spaziarono dall'economia sino alla rivalutazione dei mercati locali. Nel 1755 egli venne chiamato a riformare la giusta natura del "Kurmainzer Landrecht" e nel 1758 riformò l'educazione pubblica. Von Ostein fondò anche l'Istituto "Beatae Mariae Virginis" di Magonza, un centro d'istruzione femminile che rimase attivo anche durante la Rivoluzione francese e dopo la secolarizzazione dell'arcivescovato di Magonza, sino ai giorni nostri. Sostenne anche l'università. Non fu incline invece ai gesuiti, i quali vennero scacciati da molti stati europei.
Johann Friedrich Karl von Ostein morì il 4 giugno 1763 a Magonza e venne sepolto nella cattedrale della città.

## Genealogia episcopale e successione apostolica
La genealogia episcopale è:
- Cardinale Scipione Rebiba
- Cardinale Giulio Antonio Santori
- Cardinale Girolamo Bernerio, O.P.
- Arcivescovo Galeazzo Sanvitale
- Cardinale Ludovico Ludovisi
- Cardinale Luigi Caetani
- Cardinale Ulderico Carpegna
- Cardinale Paluzzo Paluzzi Altieri degli Albertoni
- Papa Benedetto XIII
- Arcivescovo Clemente Augusto di Baviera
- Arcivescovo Johann Friedrich Karl von Ostein

La successione apostolica è:
- Vescovo Johann Friedrich von Lasser (1748)